# Ochotnicze Oddziały Takasago
Ochotnicze Oddziały Takasago (jap. 高砂義勇隊 Takasago Giyūtai) – ochotnicza formacja zbrojna armii japońskiej złożona z Aborygenów tajwańskich podczas II wojny światowej.
Z Formozy, podbitej przez Japończyków w 1895 r., władze japońskie rekrutowały od początku wojny wielu cywilnych pracowników zwanych Gunzoku, którzy pełnili różne funkcje pomocnicze, a także służyli jako personel w obozach dla jeńców wojennych. Tubylcze oddziały pomocnicze pomagały także tłumić bunty na Tajwanie, zarówno Chińczyków, jak i swoich ziomków, jak pod Wushe w 1930. W kwietniu 1942 naczelne dowództwo armii, a w sierpniu 1943 marynarki wojennej zaakceptowały plan tworzenia ochotniczych oddziałów złożonych z Aborygenów tajwańskich. Były one nazywane Specjalnymi Ochotnikami Armii oraz Specjalnymi Ochotnikami Marynarki Wojennej.
W 1942 oddziały złożone z Aborygeńskich żołnierzy otrzymały nazwę Ochotniczych Oddziałów Takasago. Składały się one z 4 różnych typów jednostek:
- dwóch specjalnych kompanii partyzanckich (po ok. 400 ludzi),
- Ochotniczego Korpusu Takasago (ok. 4-6 tys. ludzi),
- ochotników Takasago w regularnych jednostkach japońskiej armii i marynarki wojennej (kilka tys. ludzi).

Specjalne kompanie partyzanckie Japończycy utworzyli w grudniu 1943 i wysłali do walki na wyspach Leyte i Morotai. W październiku 1944 roku 1 kompania uczestniczyła w ataku spadochronowym na amerykańskie lotnisko polowe na Leyte. Następnie walczyła na Luzonie. Z kolei 2 kompania od września odpierała amerykański desant na Morotai.
W skład Ochotniczego Korpusu Takasago wchodziło osiem oddziałów zwanych dywizjami, każda w liczbie od 100 do 600 Tajwańczyków. Służyły one w regionie południowego Pacyfiku i Azji Południowo-Wschodniej. Pierwsza dywizja (ok. 500 żołnierzy) została wysłana przez Japończyków do walki z wojskami amerykańskimi w 1942 r. na filipińskim półwyspie Bataan. Następnie była użyta wraz z drugą dywizją w ataku na Port Moresby, po czym rozwiązano obie jednostki na początku 1943. Większość pozostałych dywizji skierowano na Nową Gwineę. Wykonywały one głównie akcje zwiadowcze w dżungli, zastawiały zasadzki, a także pełniły rolę pomocniczą wobec regularnych oddziałów japońskich. Ich żołnierze byli m.in. kierowcami, tragarzami, budowali umocnienia, zdobywali żywność. Były one uważane za jedne z najlepszych jednostek walczących w regionie południowego Pacyfiku. Poniosły jednak wyjątkowo duże straty.
Ostatnim żołnierzem armii japońskiej, ukrywającym się na wyspach Pacyfiku, który poddał się dopiero w 1974 r., był Tajwańczyk Nakamura Teruo z oddziałów Takasago.